# Hồ sơ trinh sát
Hồ sơ trinh sát (tiếng Hoa: 刑事偵緝檔案, tiếng Anh: Detective Investigation Files) là bộ phim truyền hình kinh điển dài 20 tập thuộc thể loại hình sự phá án của Hồng Kông do TVB sản xuất vào năm 1995. Đây là bộ phim đầu tiên về đề tài phá án hình sự của Hồng Kông do giám chế Phan Gia Đức sản xuất, mở đường cho thể loại phim hành động cảnh sát quen thuộc của Hồng Kông sau này.
Phim nằm trong top 10 phim kinh điển của truyền hình Hồng Kông qua mọi thời đại. Hồ sơ trinh sát đã khắc họa góc nhìn chân thật của cảnh sát Hồng Kông qua những vụ án ly kỳ, hấp dẫn và có phần rùng rợn. Hơn thế nữa, bộ phim còn làm nên tên tuổi cho cặp đôi vàng của TVB là Đào Đại Vũ (trong vai chàng cảnh sát đẹp trai và tài năng Trương Đại Dũng) và Quách Khả Doanh(trong vai cô nàng ký giả xinh đẹp và cá tính Cao Tiệp).
Bộ phim khi được phát sóng đã tạo nên cơn sốt với lượng rating kỷ lục. Thành công của bộ phim đã đưa tên tuổi của Đào Đại Vũ và Quách Khả Doanh trở thành tiểu sinh và hoa đán hàng đầu của TVB của thập niên 90. Nhân vật Trương Đại Dũng của Đào Đại Vũ cũng nằm trong top 100 nhân vật kinh điển nhất của truyền hình Hồng Kông. Bên cạnh đó, Đào Đại Vũ và Quách Khả Doanh còn liên tiếp nhận được giải Cặp đôi được yêu thích nhất 4 năm liền từ 1996-1999.

## Nội dung
Cốt truyện phim xoay quanh công vịêc điều tra một cách chuyên nghiệp của các cảnh sát Hồng Kông. Những cái chết bí ẩn, không rõ nguyên nhân được họ điều tra một cách tỷ mỷ và chuyên nghiệp. Họ là những cảnh sát tận tâm với nghề và hết lòng vì sự an bình của người dân. Công việc lắm lúc khiến họ đánh mất hạnh phúc riêng, nhưng trên hết, họ vẫn hài lòng với những thành quả mình đem lại.
Đại Dũng (Đào Đại Vũ đóng) là một cảnh sát tốt, thông minh, nhạy bén nên anh đã xử lý được nhiều vụ án quan trọng. Thế nhưng, một bài báo không đúng sự thật đã làm ảnh hưởng tới sự nghiệp của anh, khiến anh không thể thăng chức. Người bạn cùng chia sẻ khó khăn và khá ăn ý với anh trong công việc là Trung Nghĩa (Lương Vinh Trung đóng). Họ phối hợp với nhau, cùng lật lại bao vụ án khó khăn. Một ngày nọ, Đại Dũng gặp phóng viên Cao Tiệp (Quách Khả Doanh đóng). Lúc đầu, họ luôn mâu thuẫn với nhau, nhưng càng tiếp xúc, Đại Dũng càng thấy yêu cô gái mạnh mẽ đầy cá tính này, nhưng Cao Tiệp đã có người yêu. Mãi đến khi Cao Tiệp phát hiện người yêu đã phản bội mình, cô mới nhận ra chân tình của chàng cảnh sát trung hậu, tốt bụng.
Bộ phim kết thúc với những vụ án li kì và tình yêu đẹp của Đại Dũng và Cao Tiệp.

## Diễn viên

### Diễn viên chính
| Diễn viên        | Vai diễn                 | Mô tả |
| Đào Đại Vũ       | Trương Đại Dũng (張大勇) | Sếp Trương、anh Dũng、Đại Dũng Trinh sát Bạn trai của Jessie (Cao Tiệp) Bạn thân của Gigi và Trung Nghĩa |
| Lương Vinh Trung | Lý Trung Nghĩa (李忠義)  | Trinh sát Cấp dưới và bạn thân của Đại Dũng Chồng của Gigi                                               |
| Quách Khả Doanh  | Cao Tiệp (高 婕)         | Jessie、gái nhỏ Phóng viên Bạn gái của Đại Dũng                                                          |
| Tô Ngọc Hoa      | Dung Kim Chi (容金枝)    | Gigi Người phục vụ ở quán bar Bạn thân của Đại Dũng Vợ của Trung Nghĩa                                   |

### Case 1: Giết người lấy tiền bảo hiểm（Tập 1-3）
| Diễn viên      | Vai diễn         | Mô tả                                                                                              |
| Lý Thành Xương | Phương Tuấn Kiệt | Chồng của Lý Vân Phương Người tình bí mật của Daisy Bị bắt ở tập 2                                 |
| Thôi Gia Bảo   | Lý Văn Phương    | Y tá Vợ Phương Tuấn Kiệt Bị Daisy giết ở tập 2                                                     |
| Lương Vịnh Lâm | Daisy            | Giám đốc bảo hiểm Người tình bí mật của Phương Tuấn Kiệt Giết Lý Văn Phương ở tập 2 Bị bắt ở tập 3 |
| Ôn Song Yến    | Nhân chứng       | Nhân chứng của vụ án                                                                               |

### Case 2: Thiên sứ giết người（Tập 3-6）
| Diễn viên         | Vai diễn        | Mô tả                                                                                                 |
| Tưởng Văn Đoan    | Chung Khả Nhi   | Nhân viên căn-tin người Hoa gốc Việt Bạn gái cũ của Lý Trung Nghĩa Giết Hồ Sâm ở tập 3 Bị bắt ở tập 5 |
| Hồ Tâm Hoàng      | Hồ Sâm          | Phóng viên Tống tiền Khả Nhi nhiều lần Bị Khả Nhi giết ở tập 3                                        |
| Lý Quế Anh        | Chung Khiết Nhi | Chị của Khả Nhi Vợ của thương nhân giàu có Sinh một đứa con bị dị tật và bị Tử Phong tống tiền        |
| Đặng Tử Phong     | Hồ Tâm          | |
| Hoàng Phụng Quỳnh | Angel           | |
| Ngải Uy           | Ông Hoàng       | |
| Lương Thuần Yến   |                 | |

### Case 3: Con bướm giết người （Tập 6-10）
| Diễn viên              | Vai diễn        | Mô tả |
| Tưởng Chí Quang        | Hoàng Duy An    | Chồng của Trịnh Uyển Đình |
| Mạch Thuý Nhàn         | Trịnh Uyển Đình | Chủ của Jessie Vợ của Hoàng Duy An Giết Lam Ân Mỹ và John, có ý định giết Jessie và Hoàng Duy An Bị Đại Dũng bắn khi cô ta cố lái xe đụng anh ta và sau đó cô ta lái xe lao xuống vực (Không rõ cô ta chết do bị trúng đạn hay do đụng xe) |
| Trương Diên            | Lam Ân Mỹ       | Người tình của Hoàng Duy An Bạn của Jessie Con gái của ông Lam Bị Trịnh Uyển Đình giết |
| Gregory Charles Rivers | John            | Người tình của Trịnh Uyển Đình Bị Trịnh Uyển Đình giết |
| Mã Đức Chung           | Đặng Phong      | Con của bà Đặng |
| Chung Hán Lương        | Lam Chí         | Con trai của ông Lam Em trai của Lam Ân Mỹ |
| Thái Quốc Quyền        | Ông Lam         | Cha của Lam Ân Mỹ và Lam Chí |
| Phùng Tố Ba            | Bà Đặng         | Mẹ của Đặng Phong |

### Case 4: Gái làng chơi làm tiền（Tập 12-14）
| Diễn viên        | Vai diễn    | Mô tả |
| Trương Tuệ Nghi  | Bạch My     | Cựu vũ nữ Cấu kết với Vương Cường chuốc thuốc mê và tống tiền nhiều người đàn ông Bị Vương Cường giết ở tập 12 |
| Quách Chính Hồng | Vương Cường | Bạn trai của Bạch My Giết Bạch My ở tập 12 Bị bắt ở tập 14                                                     |
| Lâu Nam Quang    | Đinh Thủ Lễ | |
| Đặng Anh Mẫn     | Hà Tử Minh  | Chồng của bà Hà                                                                                                |
| Tăng Huệ Vân     | Bà Hà       | Vợ của Hà Tử Minh                                                                                              |
| Lương Kiện Bình  | Ông Lưu     | Chồng của bà Lưu                                                                                               |
| Trần Hiểu Vân    | Bà Lưu      | Vợ của ông Lưu                                                                                                 |
| Lưu Giang        | Ông Trần    | Chồng của bà Trần                                                                                              |
| Hàn Mã Lợi       | Bà Trần     | Vợ của ông Trần                                                                                                |

### Case 5: Bắt cóc thật giả (tập 15-20)
| Diễn viên      | Vai diễn         | Mô tả                                                                                              |
| Trần Mỹ Kỳ     | Cao Mẫn          | Chị gái của Jessie Mẹ của Giản Đường Đường Thất bại trong việc làm giả vụ bắt cóc Giản Đường Đường |
| Huỳnh Mỹ Kỳ    | Giản Đường Đường | Con gái của Cao Mẫn Cháu gái của Jessie                                                            |
| Lạc Ứng Quân   | Giản Chí Siêu    | Chồng của Cao Mẫn Anh rể của Jessie Bị giết ở tập 16                                               |
| Trần Gia Huy   | Giản Chí Viễn    | Em chồng của Cao Mẫn Chú của Giản Đường Đường Bắt cóc Giản Đường Đường Bị bắt ở tập 19             |
| Hạ Thiệu Thanh | Kiều Sở          | |
| Cổ Minh Hoa    | Đổng Uy          | |

## Âm nhạc

### Ca khúc chủ đề
- The Truth of Love do Cổ Cự Cơ trình bày

### Ca khúc khác
- I still love you do Cổ Cự Cơ trình bày